# Bassarisco
O bassarisco (Bassariscus astutus) é um mamífero da família procyonidae, que também compreende o guaxinim. O bassarisco vive na América do Norte e seu habitat inclui os estados da Califórnia, Colorado, Oregon, Arizona, Novo Mexico, Nevada, Texas, Utah e vai até o norte do México.
É noturno e bom escalador de árvores. Alimenta-se de frutas, insetos e pequenos vertebrados. Mede de 30 a 45 centímetros de comprimento e sua cauda é semelhante a do guaxinim só que mais comprida e fina. Também é chamado de gato dos mineiros devido a sua semelhança com o felino.